# Windsor (Massachusetts)
Windsor é uma vila localizada no condado de Berkshire no estado estadounidense de Massachusetts. No Censo de 2010 tinha uma população de 899 habitantes e uma densidade populacional de 9,87 pessoas por km².

## Geografia
Windsor encontra-se localizado nas coordenadas 42° 31′ 11″ N, 73° 02′ 59″ O. Segundo o Departamento do Censo dos Estados Unidos, Windsor tem uma superfície total de 91.08 km², da qual 90.63 km² correspondem a terra firme e (0.49%) 0.45 km² é água.

## Demografia
Segundo o censo de 2010, tinha 899 pessoas residindo em Windsor. A densidade populacional era de 9,87 hab./km². Dos 899 habitantes, Windsor estava composto pelo 96.11% brancos, o 0.67% eram afroamericanos, o 0.22% eram amerindios, o 0.56% eram asiáticos, o 0% eram insulares do Pacífico, o 0.11% eram de outras raças e o 2.34% pertenciam a duas ou mais raças. Do total da população o 0.44% eram hispanos ou latinos de qualquer raça.